# Лукино (Петровское сельское поселение)
Лукино — деревня в Чухломском муниципальном районе Костромской области. Входит в состав Петровского сельского поселения

## География
Находится в северной части Костромской области на расстоянии приблизительно 12 км на юго-восток по прямой от города Чухлома, административного центра района на левом берегу реки Вига.

## История
В 1872 году здесь было учтено 13 дворов, в 1907 году — 10.

## Население
Постоянное население составляло 67 человек (1872 год), 47 (1897), 55 (1907), 5 в 2002 году (русские 80 %), 4 в 2022.